# Катарски ријал
Катарски ријал (арапски: ريال قطري) је званична валута у Катару. Скраћеница за ријал је или QR или درهم а међународни код QAR. Ријал издаје Централна банка Катара. У 2009. години дефлација је износила -4,9%. Један ријал се састоји од 100 дирхама.
Пре динара коришћен је индијски рупи и заливски рупи. Када је драстично опала вредност рупија, и везаних валута, Катар је са другим државама 1966. пустио у оптицај сопствену валуту. Пре тога је кратко користио саудијски ријал као и катарски и дубајски ријал. Након 1973. када Дубаи приступа УАЕ, Катар наставља да самостално издаје катарски ријал. Данас је катарски ријал везан за амерички долар.
Постоје новчанице у износима 1, 5, 10, 50, 100 и 500 ријала и кованице 1, 5, 10, 25 и 50 ријала.